# Robert Covington
Robert Covington, né le 14 décembre 1990 à Bellwood dans l'Illinois, est un joueur américain de basket-ball. Il mesure 1,99 m, et évolue aux postes d'ailier et ailier fort. Il joue actuellement pour les 76ers de Philadelphie.

## Biographie

### Carrière universitaire
Entre 2011 et 2015, il joue pour les Tigers de Tennessee State (en) à l'université d'État du Tennessee.

### Carrière professionnelle

#### Rockets de Houston (2013-2014)
Non drafté, il participe à la Summer League avec les Rockets de Houston. Le 15 juillet 2013, il signe un contrat avec les Rockets. Fin octobre 2013, il est conservé dans l'effectif des Rockets de Houston. Le 18 janvier 2014, il fait sa première apparition sur les parquets NBA où il joue 54 secondes. Durant son année de rookie, il est envoyé plusieurs fois en D-League dans l'équipe des Vipers de Rio Grande Valley.
Le 3 février 2014, Covington est choisi dans l'équipe des Prospects pour le NBA D-League All-Star Game. Le 19 avril 2014, il est nommé meilleur rookie de l'année en D-League. Il participe à 42 des 50 matches de saison régulière des Vipers, en étant 41 fois titulaires. Il est le meilleur marqueur de son équipe avec 23,2 points par match, ce qui fait de lui le second meilleur marqueur du championnat, tirant à 44% de réussite. Il a aussi des moyennes de 9,2 rebonds et 2,4 interceptions par match.
Après la NBA Summer League 2014, le camp d'entraînement et la pré-saison avec les Rockets, Covington n'est pas conservé dans l'effectif et est libéré le 27 octobre 2014.
Convington est sélectionné au premier choix de la draft 2014 de D-League par le Drive de Grand Rapids mais il ne joue jamais pour l'équipe.

#### 76ers de Philadelphie (2014-2018)

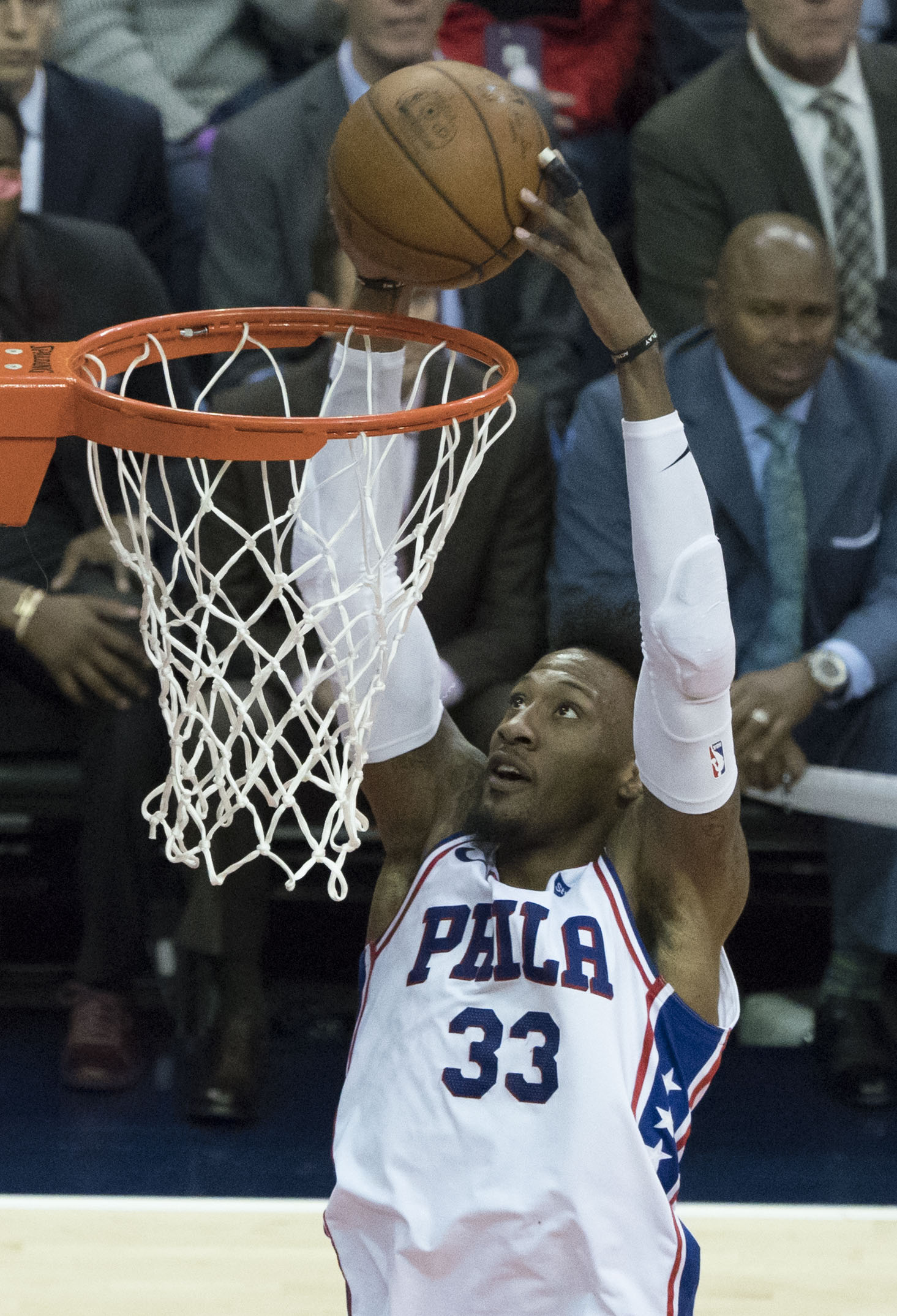
Robert Covington en février 2018.

Le 15 novembre 2014, Covington signe un contrat de quatre ans avec les 76ers de Philadelphie. Deux jours plus tard, il fait ses débuts pour les 76ers, enregistrant six points, trois rebonds, deux passes décisives et deux interceptions en 16 minutes et demie en tant que remplaçant dans la défaite de 100 à 75 contre les Spurs de San Antonio. Le 3 décembre 2014, il bat son record de points en carrière avec 17 unités dans la victoire 85 à 77 contre les Timberwolves du Minnesota. Deux jours plus tard contre le Thunder d'Oklahoma City, il bat de nouveau ce record en marquant 21 points (à 8 sur 13 aux tirs dont 3 sur 6 à trois points) en 28 minutes. Un jour plus tard, il le bat à nouveau en marquant 25 points (à 9 sur 14 aux tirs) en 29 minutes en étant remplaçant dans la victoire 108 à 101 après prolongation contre les Pistons de Detroit. Le 25 mars 2015, il renouvelle cette performance en marquant 25 points contre les Nuggets de Denver. Le 8 avril 2015, Covington bat une nouvelle fois son record avec 27 points (à 8 sur 11 aux tirs) dans la défaite 119 à 90 contre les Wizards de Washington. Cinq jours plus tard, il marque 25 points contre les Bucks de Milwaukee.
Après avoir combattu une blessure au début de la saison 2015-2016, Covington commence rapidement à exceller, en étant le meilleur intercepteurs de la NBA avec 3,6 ballons volés par match en décembre 2015. Dans les trois derniers matchs de novembre, Covington réalise plus de six interceptions dans chaque rencontre, ce qui fait de lui le premier joueur de la NBA à accomplir cette performance sur trois matchs consécutifs depuis Alvin Robertson en 1986. Le 27 novembre 2015, il bat son record de points en carrière avec 28 unités auxquelles il ajoute huit interceptions dans la défaite de 116 à 114 contre les Rockets de Houston. Le 1er décembre 2015, il termine meilleur marqueur de la rencontre avec 23 points et aide les 76ers à battre les Lakers de Los Angeles et à mettre fin à la série de 28 défaites consécutives qui a commencé le 27 mars 2015, au cours de la saison 2014-2015. Le 10 février 2016, il marque 29 points et marque sept paniers à trois points, deux nouveaux records en carrière, dans la défaite contre les Kings de Sacramento. Le 8 avril 2016, il réalise son premier match en carrière à 30 points contre les Knicks de New York. Le 12 avril 2016, lors d'une défaite contre les Raptors de Toronto, Covington réalise son septième match de la saison avec au moins six paniers à trois points marqués, rejoignant Stephen Curry, Klay Thompson et J.R. Smith comme seuls joueurs à le faire en 2015-2016. Dans le dernier match de la saison régulière de son équipe, Covington marque 27 points et marque à nouveau six paniers à trois points dans la défaite 115 à 105 chez les Bulls de Chicago.
Le 14 décembre 2016, Covington réalise son meilleur match de la saison avec 26 points et 12 rebonds dans la défaite 123 à 114 contre les Raptors de Toronto. Le 20 janvier 2017, il marque 22 points et réussit deux tirs à trois points dans les 40 dernières secondes pour mener les 76ers à une victoire 93 à 92 sur les Trail Blazers de Portland. Le 29 janvier 2017, il marque 21 points et égale son record de rebonds de la saison avec 12 prises dans la défaite 121 à 108 contre les Bulls de Chicago. En mars 2017, il capte 13 rebonds durant trois matches sur le mois. Le 31 mars 2017, il doit mettre un terme à sa saison en raison d'une douleur et d'un gonflement au genou droit.
Le 18 octobre 2017, lors du match d'ouverture de la saison des 76ers, Covington marque 29 points dans une défaite 120 à 115 contre les Wizards de Washington. Le 13 novembre 2017, il réalise son meilleur match de la saison avec 31 points contre les Clippers de Los Angeles. Le 17 novembre 2017, après avoir restructuré les conditions de son contrat pour la saison 2017-2018, il signe une prolongation de contrat de 62 millions de dollars sur quatre ans avec les 76ers. En mai 2018, il est nommé dans la première équipe NBA All-Defensive. Le 17 mai 2018, non qualifié pour les playoffs NBA 2018, il subit une opération pour réparer son tendon extenseur  du majeur de sa main gauche.
Covington est titulaire sur les treize premiers matches des 76ers pour commencer la saison NBA 2018-2019.

#### Timberwolves du Minnesota (2018-2020)
Le 12 novembre 2018, Covington est échangé aux Timberwolves du Minnesota, avec Jerryd Bayless, Dario Šarić et un second tour de draft 2022, en échange de Jimmy Butler et Justin Patton. Deux jours plus tard, il fait ses débuts avec les Timberwolves, enregistrant 13 points et sept rebonds dans une victoire de 107 à 100 contre les Pelicans de La Nouvelle-Orléans. Le 31 décembre 2018, après la défaite des Timberwolves chez les Pelicans de La Nouvelle-Orléans, Covington subit une ecchymose osseuse au genou droit et doit s'éloigner des parquets. Le 27 février 2019, après avoir raté 23 matchs, il est assigné aux Wolves de l'Iowa, l'équipe de G-League affiliée aux Timberwolves. Le 21 mars 2019, après avoir subi une rechute de sa blessure, Covington met un terme à sa saison. le 1er avril 2019, il subit une chirurgie arthroscopique réussie.

#### Rockets de Houston (fév. 2020-nov. 2020)
Le 5 février 2020, il est échangé aux Rockets de Houston dans un échange à 12 joueurs et 4 équipes.

#### Trail Blazers de Portland (2020-2022)
Le 16 novembre 2020, il est envoyé aux Trail Blazers de Portland en échange de Trevor Ariza et deux tours de draft.

#### Clippers de Los Angeles (2022-2023)
Le 4 février 2022, Robert Covington est envoyé vers les Clippers de Los Angeles avec Norman Powell contre Eric Bledsoe, Justise Winslow, Keon Johnson et un futur second tour de draft.

#### Retour aux 76ers (2023-2024)
En octobre 2023, quelques jours après le début de la saison, James Harden, des 76ers, est envoyé aux Clippers de Los Angeles avec P. J. Tucker et Filip Petrušev, dans un échange contre Robert Covington, Marcus Morris, Nicolas Batum, Kenyon Martin Jr. et de plusieurs choix de draft,.

## Palmarès

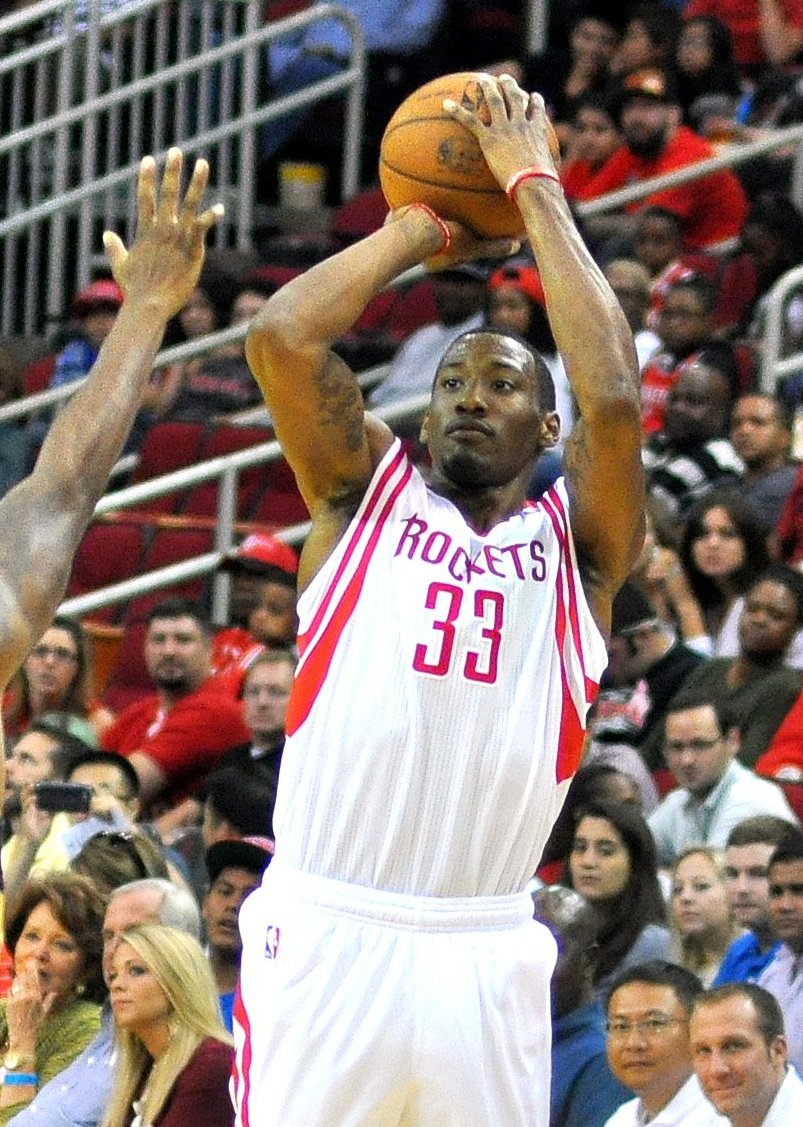
Robert Covington avec les Rockets en 2013.

### Distinctions personnelles

#### NBA
- NBA All-Defensive First Team en 2017-2018.

#### D-League
- Rookie de l'année en D-League en 2014[6].
- NBA D-League All-Star 2014.
- MVP du D-League All-Star Game 2014.
- All-NBA D-League First Team 2014.
- NBA D-League All-Rookie First Team 2014.

#### NCAA
- First-team All-OVC 2012.
- 2× All-OVC Second Team en 2011 et 2013.
- All-OVC Newcomer Team en 2010.

## Statistiques

### Universitaires
| Saison    | Équipe         | Matchs | Titul. | Min./m | % Tir | % 3pts | % LF | Rbds/m. | Pass/m. | Int/m. | Ctr/m. | Pts/m. |
| --------- | -------------- | ------ | ------ | ------ | ----- | ------ | ---- | ------- | ------- | ------ | ------ | ------ |
| 2009-2010 | Tennessee (en) | 32     | 28     | 27,3   | 42,8  | 38,5   | 79,7 | 6,50    | 1,16    | 1,06   | 1,09   | 11,50  |
| 2010-2011 | Tennessee      | 30     | 30     | 30,8   | 50,0  | 46,0   | 78,2 | 7,50    | 1,17    | 1,53   | 1,03   | 13,30  |
| 2011-2012 | Tennessee      | 33     | 32     | 31,2   | 52,5  | 44,8   | 77,5 | 7,88    | 1,30    | 1,55   | 1,36   | 17,79  |
| 2012-2013 | Tennessee      | 23     | 22     | 31,0   | 43,5  | 38,8   | 85,0 | 7,96    | 1,30    | 2,17   | 1,70   | 17,04  |
| Carrière  | Carrière       | 118    | 112    | 30,0   | 47,6  | 42,2   | 80,2 | 7,42    | 1,23    | 1,53   | 1,27   | 14,80  |

### Professionnelles

#### Saison régulière
| Saison    | Équipe        | Matchs | Titul. | Min./m | % Tir | % 3pts | % LF | Rbds/m. | Pass/m. | Int/m. | Ctr/m. | Pts/m. |
| --------- | ------------- | ------ | ------ | ------ | ----- | ------ | ---- | ------- | ------- | ------ | ------ | ------ |
| 2013-2014 | Houston       | 7      | 0      | 4,8    | 42,9  | 36,4   | 0,0  | 0,71    | 0,00    | 0,29   | 0,00   | 2,29   |
| 2014-2015 | Philadelphie  | 70     | 49     | 27,9   | 39,6  | 37,4   | 82,0 | 4,51    | 1,50    | 1,39   | 0,44   | 13,47  |
| 2015-2016 | Philadelphie  | 67     | 49     | 28,4   | 38,5  | 35,3   | 79,1 | 6,25    | 1,45    | 1,57   | 0,60   | 12,81  |
| 2016-2017 | Philadelphie  | 67     | 67     | 31,6   | 39,9  | 33,3   | 82,2 | 6,51    | 1,52    | 1,90   | 1,03   | 12,90  |
| 2017-2018 | Philadelphie  | 80     | 80     | 31,6   | 41,3  | 36,9   | 85,3 | 5,41    | 1,95    | 1,71   | 0,90   | 12,61  |
| 2018-2019 | Philadelphie  | 13     | 13     | 33,8   | 42,7  | 39,0   | 73,9 | 5,15    | 1,08    | 1,85   | 1,77   | 11,31  |
| 2018-2019 | Minnesota     | 22     | 22     | 34,7   | 43,3  | 37,2   | 77,3 | 5,73    | 1,45    | 2,27   | 1,09   | 14,45  |
| 2019-2020 | Minnesota     | 48     | 47     | 29,4   | 43,5  | 34,6   | 79,8 | 5,98    | 1,17    | 1,67   | 0,94   | 12,81  |
| 2019-2020 | Houston       | 22     | 21     | 33,0   | 39,2  | 31,5   | 80,0 | 8,00    | 1,50    | 1,60   | 2,20   | 11,60  |
| 2020-2021 | Portland      | 70     | 70     | 32,0   | 40,1  | 37,9   | 80,6 | 6,70    | 1,70    | 1,40   | 1,20   | 8,50   |
| 2021-2022 | Portland      | 48     | 40     | 29,8   | 38,1  | 34,3   | 83,3 | 5,70    | 1,40    | 1,50   | 1,30   | 7,60   |
| 2021-2022 | L.A. Clippers | 23     | 2      | 22,1   | 50,0  | 45,0   | 84,8 | 5,10    | 1,00    | 1,30   | 1,20   | 10,40  |
| Carrière  | Carrière      | 537    | 460    | 29,9   | 40,6  | 36,0   | 81,3 | 5,80    | 1,50    | 1,60   | 1,00   | 11,60  |

Dernière mise à jour le 10 octobre 2022.

#### Playoffs
| Saison   | Équipe       | Matchs | Titul. | Min./m | % Tir | % 3pts | % LF | Rbds/m. | Pass/m. | Int/m. | Ctr/m. | Pts/m. |
| -------- | ------------ | ------ | ------ | ------ | ----- | ------ | ---- | ------- | ------- | ------ | ------ | ------ |
| 2018     | Philadelphie | 10     | 8      | 28,1   | 32,5  | 31,2   | 75,0 | 5,30    | 2,50    | 1,10   | 0,90   | 8,10   |
| 2020     | Houston      | 12     | 12     | 31,6   | 49,5  | 50,0   | 85,7 | 5,00    | 1,30    | 2,50   | 1,10   | 11,20  |
| 2021     | Portland     | 6      | 6      | 38,0   | 50,0  | 50,0   | 90,0 | 7,80    | 1,20    | 1,50   | 1,10   | 9,30   |
| Carrière | Carrière     | 28     | 26     | 31,7   | 43,0  | 43,5   | 81,8 | 5,70    | 1,70    | 1,80   | 1,00   | 9,70   |

Dernière mise à jour le 10 octobre 2022.

## Records sur une rencontre

### En NBA
Les records personnels de Robert Covington en NBA sont les suivants, :
| Type de statistique        | Saison régulière | Saison régulière          | Saison régulière | Playoffs | Playoffs                  | Playoffs      |
| Type de statistique        | Record           | Adversaire                | Date             | Record   | Adversaire                | Date          |
| -------------------------- | ---------------- | ------------------------- | ---------------- | -------- | ------------------------- | ------------- |
| Points                     | 43               | @ Bucks de Milwaukee      | 1er avril 2022   | 22       | 2 fois                    | 2 fois        |
| Paniers marqués            | 15               | @ Bucks de Milwaukee      | 1er avril 2022   | 8        | 2 fois                    | 2 fois        |
| Paniers tentés             | 24               | @ Bucks de Milwaukee      | 1er avril 2022   | 15       | 2 fois                    | 2 fois        |
| Paniers à 3 points réussis | 11               | @ Bucks de Milwaukee      | 1er avril 2022   | 6        | 2 fois                    | 2 fois        |
| Paniers à 3 points tentés  | 18               | @ Bucks de Milwaukee      | 1er avril 2022   | 11       | 2 fois                    | 2 fois        |
| Lancers francs réussis     | 12               | Bucks de Milwaukee        | 13 avril 2015    | 6        | @ Nuggets de Denver       | 1er juin 2021 |
| Lancers francs tentés      | 13               | Bucks de Milwaukee        | 13 avril 2015    | 6        | @ Nuggets de Denver       | 1er juin 2021 |
| Rebonds offensifs          | 7                | Raptors de Toronto        | 14 décembre 2016 | 4        | @ Celtics de Boston       | 3 mai 2018    |
| Rebonds défensifs          | 15               | @ Celtics de Boston       | 29 février 2020  | 9        | Nuggets de Denver         | 29 mai 2021   |
| Rebonds totaux             | 16               | @ Celtics de Boston       | 29 février 2020  | 11       | 2 fois                    | 2 fois        |
| Passes décisives           | 9                | @ Lakers de Los Angeles   | 2 février 2022   | 4        | 4 fois                    | 4 fois        |
| Interceptions              | 8                | @ Rockets de Houston      | 27 novembre 2015 | 5        | @ Thunder d'Oklahoma City | 31 août 2020  |
| Contres                    | 6                | @ Thunder d'Oklahoma City | 16 février 2021  | 3        | 3 fois                    | 3 fois        |
| Balles perdues             | 10               | Bucks de Milwaukee        | 13 avril 2015    | 4        | @ Nuggets de Denver       | 24 mai 2021   |
| Minutes jouées             | 49               | Thunder d'Oklahoma City   | 15 décembre 2017 | 44       | @ Nuggets de Denver       | 1er juin 2021 |

- Double-double : 46 (dont 3 en playoffs)
- Triple-double : 0

Dernière mise à jour : 16 juillet 2022